# Мочуди
Мочу́ди (англ. Mochudi) — населённый пункт сельского типа на юго-востоке Ботсваны, административный центр округа Кгатленг. Одно из крупнейших сёл страны.

## История
Мочуди было основано народом тсвана в 1871 году.

## Географическое положение
Расположено в южной части округа, в 37 км к северо-востоку от столицы страны, города Габороне, на высоте 938 м над уровнем моря. Село находится всего в нескольких километрах от дороги, ведущей из Габороне в Франсистаун.

## Население
По данным переписи 2011 года население села составляет 44 339 человек.
Динамика численности населения села по годам:
| 1981   | 1991   | 2001   | 2011   | 2013   |
| ------ | ------ | ------ | ------ | ------ |
| 18 386 | 25 542 | 36 962 | 44 339 | 45 982 |